# Bloomfield, Iowa
Bloomfield är administrativ huvudort i Davis County i Iowa. Countyt grundades år 1843 och något senare planlades Bloomfield som dess huvudort. År 1855 beviljades Bloomfield status som town och 1863 city.